# 체칠리아 다치
체칠리아 다치(Cecilia Dazzi, 1969년 10월 17일 ~ )는 이탈리아의 배우이다.

## 출연 작품
- 애즈 화이트 애즈 밀크, 애즈 레드 애즈 블러드 (2013)
- 더 라이트: 악마는 있다 (2011)
- 플러드 (2007)
- 악어 (2006)
- 윔블던 (2004)
- 마이 하우스 인 움브리아 (2003)
- 스무 개비 (1999)